# Insuetophrynus acarpicus
Genre
Espèce
Statut de conservation UICN

 CR B1ab(iii)+2ab(iii) : 
En danger critique
Insuetophrynus acarpicus est une espèce d'amphibiens de la famille des Rhinodermatidae endémique du Chili. Elle est l'unique représentant du genre Insuetophrynus,.

## Répartition
Cette espèce est endémique des environs de Mehuín dans la province de Valdivia dans la région des Fleuves au Chili. Elle se rencontre entre 50 et 200 m d'altitude.
Elle vit dans les petits cours d'eau et sous les pierres dans la forêt tempérée.

## Publication originale
- Barrio, 1970 : Insuetophrynus acarpicus, un nuevo leptodactilido firmisternio sudamericano (Amphibia, Anura). Physis, Buenos Aires, vol. 30, p. 331-341.